# 국립 연합 대학
국립연합대학(중국어 정체자: 國立聯合大學)은 중화민국의 대학교로, 1915년 타이완 먀오리시에 위치한다.